# Bahnhof Interlaken Ost
Bahnhof Interlaken Ost  vasútállomás Svájcban, Bern kantonban. 2013-ban megkapta a FLUX – goldener Verkehrsknoten díjat, amit az év vasútállomásának ítélnek oda Svájcban.

## Vasútvonalak
Az állomást az alábbi vasútvonalak érintik:
- Thunerseebahn
- Brünigbahn
- Berner Oberland-Bahn

## Forgalom

### Regionális
- RE - Interlaken Ost–Spiez–Erlenbach–Zweisimmen
- R - Interlaken Ost–Zweilütschinen–Lauterbrunnen/Grindelwald (Flügelzug der BOB)
- R - Interlaken Ost–Spiez
- R - Interlaken Ost–Brienz–Meiringen

### Távolsági
- IC 61 - Basel SBB – Bern – Interlaken Ost
- IR - Luzern – Sarnen – Meiringen – Interlaken Ost
- ICE - (Interlaken Ost –) Basel SBB – Braunschweig – Berlin
- EuroCity - Interlaken Ost/Zürich HB – Basel SBB – Frankfurt am Main – Köln – Hamburg-Altona

## Kapcsolódó állomások
A vasútállomáshoz az alábbi állomások vannak a legközelebb:
- Interlaken West vasútállomás (Basel Hauptbahnhof, Thunerseebahn, IC 61)
- Ringgenberg vasútállomás (Brünigbahn)
- Wilderswil vasútállomás (Berner Oberland-Bahn)
- Interlaken West vasútállomás (Romanshorn vasútállomás, IC 81)